# Асерате Касса
Рас Асерате-Медхин Касса (Шаблон:Lang-amh; 30 апреля 1922 — 23 ноября 1974, Аддис-Абеба, Эфиопия) — эфиопский государственный и военный деятель, принц, вице-король Эритреи (3 июля 1964 — 4 декабря 1970). Президент Королевского совета Эфиопии (1971—1974). С 1961 по 1964 год — президент Сената Эфиопии — Императорского парламента Эфиопии.
Представитель знати Эфиопской империи. Принц А. Касса был главой Селальской ветви императорской Соломоновой династии Эфиопии.
За годы правления Хайле Селассие занимал несколько должностей, в том числе, был губернатором провинций Арси и Шевы, Президентом Сената Эфиопии (1961—1964). В 1964 году был назначен вице-королем Эритреи.
Боролся с растущими волнениями в Эритрее. Одной из проблем этого было создание двух вооруженных группировок под его прямым контролем и финансированием: отряд коммандос, состоящий в основном из эритрейцев-христиан и обученный израильтянами, и эритрейские силы безопасности.
После свержения императора Хайле Селассие в числе 60 бывших высокопоставленных чиновников правительства бывшего императора был арестован, доставлен в тюрьму, где был казнён без суда и следствия.
Расстрелян по приказу революционных властей страны.